# Caster Semenya
Caster Semenya (n. 7 ianuarie 1991, Ga-Masehlong⁠(d), Limpopo, Africa de Sud) este o atletă sud-africană specializată pe distanțe medii, campioană mondială în 2009, 2011 și 2017 și campioană olimpică în 2012 și 2016 în proba de 800 m.

## Carieră
S-a născut în Ga-Masehlong, un sat din provincia Limpopo, în apropierea orașului Pietersburg (acum Polokwane). A crescut în Fairlie, un sat izolat din aceeași provincie. Din copilărie a fost foarte băiețoasă, purtând pantaloni, bătându-se cu băieții și jucând fotbalul. A început să practice alergarea ca antrenament pentru fotbal, apoi un profesor a convins-o pe ea să se dedice atletismului.
În luna iulie 2008 și-a făcut debutul internațional la Campionatul Mondial pentru juniori de la Bydgoszcz, dar nu a nu a putut ajunge în finala. Câteva luni mai târziu a cucerit medalia de aur la Jocurile din Commonwealth pentru tineret cu timpul de 2:04,23. La Campionatul African pentru juniori din 2009, la vârsta de 18 ani, a obținut aurul în probele de 800 m, și 1500 m cu timpurile de 1:56,72 și respectiv 4:08,01. Astfel a doborât atât recordul său personal, cât și recordul național la juniori și la seniori, precum și recordul competiției. După aceste rezultate, Asociația Internațională a Federațiilor de Atletism (IAAF) i-a cerut să facă un „test de verificare a sexului”. Știrea s-a scurs în presă trei ori înainte de finala Campionatului Mondial de la Berlin, unde ea a câștigat detașat titlul mondial cu timpul de 1:55,45.  
Controversa a apărut imediat, finalista italiană Elisa Cusma declarând: „Pentru mine, ea este bărbat”. Gestionarea situației de către IAAF a fost criticată de oameni politici și activiști din Africa de Sud, care au acuzat forul de specialitate de rasism. Câteva săptămâni mai târziu, tabloidul australian Daily Telegraph a susținut că a avut acces la rezultatele testelor: potrivit cotidianul, chiar dacă a fost crescută ca o fată și are organe genitale externe feminine, Semenya nu are ovare nici uter, ci unele testicule necoborate, care produc de trei ori mai mult testosteron decât o femeie medie. În cele din urmă, Federația Sud-Africană de Atletism și IAAF au ajuns la un acord, conform căruia ea reține medalia sa și premiul în bani.
În anul 2010 a fost autorizată să concureze de IAAF, dar rezultatele testelor au rămas confidențiale. Totuși, nefiind în formă, nu a participat nici la Campionatul Mondial pentru juniori, nici la Campionatul African, și s-a retras din Jocurile din Commonwealth din cauza unei accidentări la spate. În anul 2011, IAAF a înlocuit testele de verificare a sexului cu o limită superioară de 10 nmol/L a nivelului de testosteron, de trei ori mai mare decât nivelul constatat pentru 99%  dintre femeile. În consecința, Semenya a început să ia medicamente pentru a cobora nivelul său de testosteron. La Campionatul Mondial din 2011 a cucerit argintul cu timpul de 1:56,35, după ce a fost depășită de rusoaica Maria Savinova. Ulterior aceasta a fost decalificată pentru dopaj.
În anul următor a fost portdrapelul Africii de Sud la Jocurile Olimpice de vară din 2012. În proba de 800 m a fost laureată cu argint cu timpul de 1:57,23, fiind depășită din nou de Maria Savinova. În timpul alergării, fostul campion și comentator Colin Jackson a speculat că Semenya a lăsat-o pe Savinova sa câștige proba, din teamă expunerii mediatice, ceea ce a fost negat de Semenya. Și această medalie de aur a fost acordată ulterior Semanya. La Campionatul Mondial din 2015 de la Beijing Caster Semenya a avut o performanță dezamăgitoare, neputând trece de semifinală.
În 2015, Curtea de Arbitraj Sportiv (CAS) a anulat restricția privind nivelul de testosteron al atletelor și a suspendat regulile privind hiperandrogenia timp de doi ani. De când nu mai ia medicamente, Semenya a regăsit formă: în aprilie 2016 a câștigat probele de 400 m, 800 m și 1500 m într-o singură după-amiază în cadrul Campionatului Sud-African. În luna iulie, la reuniunea de la Monaco din Liga de diamant, și-a îmbunătățit recordul personal cu timpul de 1:55,33, cel mai bun timp mondial la această distanță de după 2008. În august, a câștigat proba olimpică de 800 metri cu timpul de 1:55,28, stabilind un nou record personal și național.

## Realizări
| An   | Competiție                     | Locație                  | Loc | Eveniment | Note     |
| ---- | ------------------------------ | ------------------------ | --- | --------- | -------- |
| 2008 | Campionatul Mondial de Juniori | Bydgoszcz, Polonia       | 37  | 800 m     | 2:11,98  |
| 2009 | Campionatul African de Juniori | Bambous, Mauritius       | 1   | 800 m     | 1:56,72  |
| 2009 | Campionatul African de Juniori | Bambous, Mauritius       | 1   | 1500 m    | 4:08,01  |
| 2009 | Campionatul Mondial            | Berlin, Germania         | 1   | 800 m     | 1:55,45  |
| 2011 | Campionatul Mondial            | Daegu, Coreea de Sud     | 1   | 800 m     | 1:56,35  |
| 2012 | Jocurile Olimpice              | Londra, Marea Britanie   | 1   | 800 m     | 1:57,23  |
| 2015 | Campionatul Mondial            | Beijing, China           | 24  | 800 m     | 2:03,18  |
| 2015 | Jocurile Africane              | Brazzaville, Congo       | 1   | 800 m     | 2:00,97  |
| 2015 | Jocurile Africane              | Brazzaville, Congo       | 8   | 1500 m    | 4:23,00  |
| 2016 | Campionatul African            | Durban, Africa de Sud    | 1   | 1500 m    | 4:01,99  |
| 2016 | Campionatul African            | Durban, Africa de Sud    | 1   | 800 m     | 1:58,20  |
| 2016 | Campionatul African            | Durban, Africa de Sud    | 1   | 4×400 m   | 3:28,49  |
| 2016 | Jocurile Olimpice              | Rio de Janeiro, Brazilia | 1   | 800 m     | 1:55,28  |
| 2017 | Campionatul Mondial            | Londra, Marea Britanie   | 3   | 1500 m    | 4:02,90  |
| 2017 | Campionatul Mondial            | Londra, Marea Britanie   | 1   | 800 m     | 1:55,16  |
| 2018 | Campionatul African            | Asaba, Nigeria           | 1   | 400 m     | 49,96    |
| 2018 | Campionatul African            | Asaba, Nigeria           | 1   | 800 m     | 1:56,06  |
| 2022 | Campionatul Mondial            | Eugene, Oregon           | 28  | 5000 m    | 15:46,12 |

## Recorduri personale
| Probă  | Performanță | Dată              | Locație |
| ------ | ----------- | ----------------- | ------- |
| 400 m  | 49,62 RN    | 8 septembrie 2018 | Ostrava |
| 800 m  | 1:54,25 RN  | 30 iunie 2018     | Paris   |
| 1500 m | 3:59,92 RN  | 4 mai 2018        | Doha    |